# Kaj (drengenavn)
Kaj er et drengenavn. 
Navnet kan staves på flere måder: Cai, Caj, Cay, Kai, Kaj eller Kay.

## Kendte med navnet Kaj
- Kai Normann Andersen, dansk film- og revykomponist.
- Kaj Birket-Smith, dansk polarforsker.
- Kay Bojesen, dansk sølvsmed og designer.
- Kaj Engholm, dansk tegner.
- Kai Holm, dansk skuespiller.
- Kaj Ikast, dansk politiker.
- Kai Løvring, dansk skuespiller.
- Kaj Munk, dansk forfatter og præst.
- Kai Nielsen, dansk billedehugger og maler.
- Kay Fisker, dansk arkitekt og professor ved kunstakademiet.
- Kai Lykke, kammerjunker.
- Cay Lembcke, dansk ritmester og stifter af DDS og DNSAP.

## Navnet anvendt i fiktion
- Kaj, swingjazzelskende dukkefrø fra DR børne-tv-serie Kaj og Andrea
- En reklamekampagne for rederiet Scandlines havde som hovedpersoner to måger ved navn Kaj og Bøje.